# Lampides armatheus
Lampides armatheus är en fjärilsart som beskrevs av Hans Fruhstorfer 1916. Lampides armatheus ingår i släktet Lampides och familjen juvelvingar. Inga underarter finns listade i Catalogue of Life.